# Daniel Fernández González
Daniel Fernández González (Barcelona, 1965) és un advocat, funcionari públic i polític català, militant del Partit dels Socialistes de Catalunya. Casat, i amb un fill.

## Biografia
Nascut a Barcelona el 3 de gener de 1965. És llicenciat en Dret per la Universitat de Barcelona, diplomat en Funció Gerencial a l'Administració Pública per ESADE i Diploma d'Estudis Avançats (DEA) en Història a l'Institut Jaume Vicens Vives (UPF). És funcionari de l'administració local.
Ha estat Director de l'Oficina del Pla Jove 1995-1999, i cap del Gabinet d'Estudis de la Diputació de Barcelona (2003-2004. Afiliat al Partit dels Socialistes de Catalunya (PSC). Fou membre de la Comissió Executiva del PSC durant el període 1994-2000. Va ser elegit diputat al Congrés dels Diputats per la circumscripció de Barcelona a les VIII, IX i X legislatures. Ha estat ponent de la Reforma de l'Estatut d'Autonomia de Catalunya. Ponent de la llei per la qual es reconeixen i amplien drets i s'estableixen mesures a favor dels qui van patir persecució o violència durant la Guerra Civil i la Dictadura (Llei de la memòria històrica). També fou president de la Comissió de l'Estatut dels Diputats i Vocal de la Comissió de Defensa. En la VIII legislatura va ser portaveu adjunt del Grup Socialista al Congrés i Coordinador del Grup de senadors i diputats del PSC.
És coautor juntament amb l'historiador Joaquim Coll i Amargós del llibre A favor d'Espanya i del catalanisme. Un assaig contra la regressió política (2010).
En el XII Congrés del PSC de desembre de 2011, va ser escollit membre de la Comissió Executiva i responsable del Secretaria d'Organització del PSC, de la qual va haver de dimitir per l'afer del cas Mercuri el novembre de 2012.
Fou elegit diputat en les Eleccions al Parlament de Catalunya de 2012 per la circumscripció de Barcelona amb el número sis de llista del PSC.
El 27 de novembre de 2012 va ser suspès del seu càrrec al capdavant de la Secretaria d'Organització del PSC a causa de la seva presumpta vinculació amb una trama de corrupció que van destapar els Mossos d'Esquadra a través de l'operació Mercuri. El gener de 2015 va renunciar al seu escó de diputat després que el Parlament rebutgés la fórmula que li permetia mantenir l'escó i l'aforament.

## Obra
- Coll i Amargós, Joaquim, i Fernàndez González, Daniel «Còpia arxivada». "A favor d'Espanya i del catalanisme". Edhasa [Barcelona], 2010. Arxivat de l'http://www.raco.cat/index.php/EducacioHistoria/article/view/223042 original el 2012-02-13 [Consulta: 11 febrer 2011]. Arxivat 2012-02-13 a Wayback Machine.